# Garcinia caudiculata
Garcinia caudiculata är en tvåhjärtbladig växtart som beskrevs av Henry Nicholas Ridley. Garcinia caudiculata ingår i släktet Garcinia och familjen Clusiaceae. Inga underarter finns listade i Catalogue of Life.